# Gherța Mare
Gherța Mare – wieś w Rumunii, w okręgu Satu Mare, w gminie Turț. W 2011 roku liczyła 1116 mieszkańców.